# Цзелун-3
Цзелун-3 (кит. упр. 捷龙三号, буквально: «Проворный дракон-3», также англ. Smart Dragon 3, SD-3) — четырёхступенчатая твердотопливная ракета-носитель, разработанная и эксплуатируемая компанией China Rocket Co. Ltd., коммерческим подразделением Китайского исследовательского института ракетной техники. Ракета способна доставить полезную нагрузку массой до 1500 кг на солнечно-синхронную орбиту высотой 500 км.

## История
Первым носителем, созданным компанией China Rocket, был лёгкий твердотопливный «Цзелун-1» длиной 19.5 метров, диаметром 1.2 метра и со стартовой массой 23 тонны. Этот носитель, разработка которого началась в 2018 году, выводил полезную нагрузку в 200 кг на солнечно-синхронную орбиту высотой 500 км. Состоялся один запуск этого носителя в августе 2019 года, на орбиту было выведено три малых спутника. Планировалось также создание носителя «Цзелун-2», сходного по возможностям с «Чанчжэн-11», но этот проект был отменён в пользу более тяжёлого «Цзелун-3». В 2022 году было объявлено также о начале работы над ещё более тяжёлым носителем «Цзелун-4», который будет оснащён разрабатываемым твёрдотопливным двигателем тягой 500 тонн.

## Конструкция
Ракета «Цзелун-3» близка по конструкции к носителю Лицзянь-1, созданному компанией «Чжункэ» (кит. упр. 中科, англ. CAS Space), входящей в систему Китайской академии наук. Предположительно, на первых ступенях этих ракет используется один и тот же двигатель. «Цзелун-3» имеет высоту 31.8 метра и стартовую массу около 140 тонн. Максимальный диаметр (по первой ступени) — 2,65 м, минимальный (по третьей ступени) — 2 м. Для размещения полезной нагрузки могут использоваться надкалиберные головные обтекатели диаметром 2,9 или 3,35 м. Тяга двигателей первой ступени составляет около 200 тонн.

## Запуски
Носитель «Цзелун-3» предназначен для запуска как с наземных, так и с плавучих стартовых комплексов. Первый запуск состоялся 9 декабря 2022 года из акватории Жёлтого моря со специально приспособленной в качестве пусковой платформы баржи. На орбиту было выведено 8 космических аппаратов семейства «Цзилинь-1» и ещё 6 спутников других типов. На начало 2025 года произведено пять запусков «Цзелун-3», все они осуществлялись с морских платформ и завершались успешным выводом космических аппаратов на целевые орбиты.

## Комментарии
1. ↑  Как пояснил президент компании  China Rocket Тан Яган, слово 捷龙 («Цзелун») в китайском языке обозначает дракона, обладающего высокой скоростью, подвижностью и гибкостью[1].